# Fogou von Boden Vean
 Das Fogou von Boden Vean (auch Boden genannt) ist ein Souterrain (lokal Fogou oder Earth House genannt). Es liegt im Weiler St. Anthony bei Manaccan bzw. Helston auf der Halbinsel The Lizard im Süden von Cornwall in England.
Ab 1991 führten Drainagearbeiten zur Entdeckung eines Brunnens mit römisch-britischer Töpferware sowie Handdrehmühlen und zur Wiederentdeckung des Fogou, das seit dem frühen 19. Jahrhundert in dem Gebiet dokumentiert war. Die geophysikalische Untersuchung von 1992 und 1993 erkannte zunächst eine rechteckige Einhegung und ein Feldsystem. 1996 wurde während der landwirtschaftlichen Arbeiten der unterirdische Hohlraum entdeckt. Die Ausgrabungen von 2003 wurden durchgeführt um das Fogou und seinen Kontext zu verstehen.
Zusätzlich zur partiellen Ausgrabung des Fogou wurden weitere geophysikalische Anomalien untersucht, die eine bronzezeitliche Struktur mit Fragmenten eines riesigen Gefäßes „Treviker Ware“ zeigten, das von 1390 bis 870 v. Chr. stammt und Fragen bezüglich seiner Funktion aufwirft. Das Fogou und das umgebende geradlinige Gehege, die laut den Radiokarbondaten zeitgleich bestanden, deuten auf eine Konstruktion in der Eisenzeit, um 400 v.&nbsChr. Das Fogou und Gehege ergaben eine für Cornwall ungewöhnlich große Menge von Keramik aus dieser Zeit. Römisch-britische Keramik deutet auf eine Verwendung der Stätte in den frühen Jahrhunderten n. Chr. hin. Eine Sammlung post-römischer Gwithian Ware – Platten, Schalen und Gläser – zeigte, dass das Fogou noch im 6. Jahrhundert n. Chr. gebraucht wurde. Zum ersten Mal wurde ein Radiokarbondatum für Gwithian-Keramik (590–670 n. Chr.) gesichert. Ein wichtiges Element des Projekts war das Datierungsprogramm mit Daten für das Fogou, das Gehege und die Keramik im Gwithian-Stil. Die archäologische Feldforschung bot die seltene Gelegenheit, Stätten in situ zu untersuchen, die von antiquarischen Entdeckern verschont geblieben waren, und ihren zeitgenössischen Kontext zu beurteilen.
In der Nähe liegt das Fogou von Halligye.